# فرودگاه شهری ایدا
فرودگاه شهری ایدا (به انگلیسی: Ada Municipal Airport) یک فرودگاه همگانی بهره‌برداری هوایی با کد یاتا ADT است که یک باند فرود آسفالت دارد و طول باند آن ۱۸۹۱ متر است. این فرودگاه در کشور ایالات متحده آمریکا قرار دارد و در ارتفاع ۳۱۰ متری از سطح دریا واقع شده‌است.